# Ocellus Lucanus

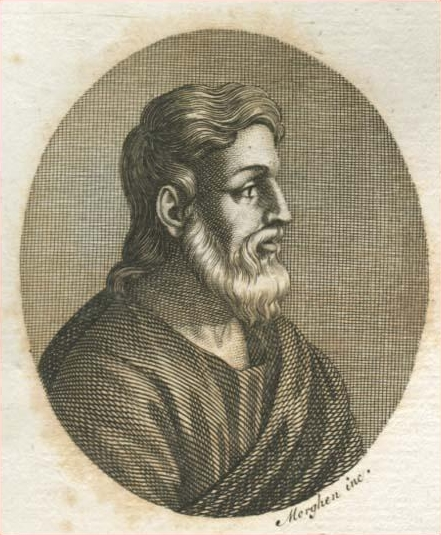

Ocellus Lucanus, ook Occelus, (5e of 2e eeuw v. Chr.) was een pythagoreïsch filosoof uit Lucania, Italië. Van Ocellus' leven is niets bekend. De neoplatonist Jamblichus noemt een broer, Ocillus, en een zus, Byndacis, beiden ook pythagoreeërs. In de biografie van de pythagoreeër Archytas staat dat Ocellus' werk in eerste instantie werd bewaard door zijn familie. Hij ging volgens de neoplatonist Proclus vooraf aan de filosoof Timaeus en schreef het boek Over de natuur van het universum.
Daarin verwierp hij alle ontstaanstheorieën voor de kosmos, en stelde hij dat de kosmos eeuwig was. Mogelijk gaat het echter om een hellenistische vervalsing uit de 2e eeuw v.Chr., omdat er sprake is van aristotelische invloed. Daarom leefde Ocellus volgens sommigen ook in die tijd. Hij wordt dan ook niet door pre-Romeinse doxografen zoals Aëtius genoemd. Philo van Alexandrië merkte niettemin op dat sommigen op grond van die overeenkomsten Ocellus' werk juist als inspiratiebron voor Aristoteles beschouwden. In de 1e eeuw n.Chr. genoot Over de natuur van het universum bekendheid en autoriteit onder (neo)pythagoreeërs.